# Pristava (gmina Sežana)
Pristava – wieś w Słowenii, w gminie Sežana. W 2018 roku pozostawała niezamieszkana.